# إتش بي. غيلمور
إتش بي. غيلمور (بالإنجليزية: H. B. Gilmour)‏ هي كاتِبة وكاتبة للأطفال أمريكية، ولدت في 24 نوفمبر 1939 في بروكلين في الولايات المتحدة، وتوفيت في 21 يونيو 2009 في دورهام في الولايات المتحدة بسبب سرطان الرئة.